# Naoto Misawa
Naoto Misawa (født 7. juli 1995) er en japansk fodboldspiller, som spiller for den japanske fodboldklub YSCC Yokohama.